# Citroën SM
Citroën SM var en sportscoupé Luksusbil bygget af den franske bilfabrikant Citroën mellem 1970 og 1975. Den blev i 1972 valgt som Årets Bil i USA. Bilen blev fremstillet i 12.920 eksemplarer.
Motoren blev bygget i Italien af Maserati - en lille 140 kg motor, der ydede 170 hestekræfter. Den strømlinjede SM kunne opnå 225 km/t fra fabrikken. Motoren var så lille på grund af fransk skattelovgivning - kaldet Puissance Fiscale.
SM var udstyret med alle Citroëns nyopfindelser - niveauregulerende affjedring, lygter, der drejede med rattet, og den nye hydrauliske variable servostyring, der gjorde det meget let at parkere, men rattet blev tungere ved fart.
SM var et meget gennemtænkt design - planlægningen begyndte i 1961, og Citroën investerede i denne bil som om den var en nye 4 dørs familiebil der skulle erstatte DS modellen.  Men så stort var markedet for luksus-coupéer ikke. Som sportsvogn var SM ualmindelig komfortabel, men som familiebil ikke særlig praktisk, med to små bagsæder.
Efter SM blev ulovlig i USA i 1973, dalede salgstallene stærkt. Produktion ophørte, da Citroën gik konkurs og solgte Maserati i 1975.

## Motorsport
SM vandt sit første racerløb, det barske 1971 Rallye du Maroc. Citroën fortsatte med at køre SM i rallyløb, oven på den store succes de havde med Citroën DS.
SM World, en specialist i Los Angeles, Californien, fremstillede en turbo SM, som i 1987 kørte 325 km/t ved Bonneville Salt Flats, Utah, USA. 

## Hvem købte SM?
Der blev solgt 2 SM i Danmark fra ny - en meget dyr bil med danske afgifter.
De amerikanske og tyske markeder er den bedste chance for en bil af denne type, men Frankrig og Italien købte halvdelen af produktionen imellem dem.
SM var en speciel bil - dels fordi luksusbiler var noget nyt for Citroën; Mercedes-Benz, Porsche, og Jaguar sælger ikke noget som en Citroën 2CV ved siden af deres biler. Det var et spring ud i det blå at købe fra et 'nyt' luksusmærke, særligt på markeder, hvor Citroën DS ikke var særlig kendt.
Hvis den havde været udsøgt hurtig, som SM V8 med 260HK beviste den kunne blive, ville programmet have fundet flere kunder. 
Ligesom Citroën DS, der talte den første mand i rummet og Paven som kunder, så havde SM også et varieret klientel. Diktatoren af Uganda, Idi Amin havde syv af dem, mens Kejser Haile Selassie fra Ethiopien, Shahen af Iran, og Lederen af Sovjetunionen, Leonid Brezhnev klarede sig med en hver.
Fodboldspilleren Johan Cruijff fra Holland, Rolling Stones medlem Charlie Watts, og de amerikanske komikere Cheech Marin, Thomas Chong, og Jay Leno kørte også SM,

Den bedste optrædelse af SM på film er med Burt Reynolds i 1974 The Longest Yard hvor han bliver fulgt af en hel flok politibiler, men undgår dem alle. Derefter købte han en SM til sig selv og en til hans veninde, skuespilleren Dinah Shore.  

## SM Varianter
I 1974, byggede Maserati en SM V8 - som prøve. Den havde 260HK, var meget hurtig, men også anvendelig - et tegn på hvad programmet kunne have ført til under andre omstændigheder. 
Karosseribygger Henri Chapron fra Levallois-Perret producerede flere meget sjældne modeller baseret på SM.
- Présidentielle - 4-dørs model med kaleche - brugt af franske præsidenter fra Georges Pompidou til Jacques Chirac.
- Opéra - 4-dørs model med tag
- Mylord - 2-dørs model med kaleche - en 1975 model blev i 2014 solgt for EUR 548.320 [9] [10]